# Volley Alost
Maillots
Le Volley Alost (anciennement appelé VC Lennik puis Volley Asse-Lennik) est un club de volley-ball belge, évoluant au plus haut niveau national, la Ligue A, pour cette saison 2023-2024.

## Histoire

Ancien logo

Le Volley Asse-Lennik est un club qui a une certaine renommée en Belgique grâce à un glorieux passé. En effet, la période allant de la fin des années 1980 au début des années 1990 fut, pour ce club, pleine de succès avec 2 titres de champions de Belgique remportés successivement ainsi que 3 coupes de Belgique.
Si depuis 1993, le Volley Asse-Lennik n'avait plus rien remporté à son palmarès, ce n'est plus le cas depuis 2015 avec une victoire en Coupe de Belgique attendue pendant 22 longues années.
En 2016, le club décide de déménager vers Alost et donc de changer de ville. Cela marque donc la fin de la représentation de Asse-Lennik pour donner naissance au Lindemans Alost.

## Historique du nom
- ?-? : VC Lennik
- ?-2017 : Volley Asse-Lennik
- 2017- : Volley Alost

## Sponsoring
- ?-? : Go Pass Lennik
- ?-? : Pepe Jeans Lennik
- ?-? : VC Euphony Asse-Lennik
- 2017- : Volley Asse-Lennik

## Résultats sportifs

### Palmarès
| Compétitions nationales | Compétitions internationales |
| - Championnat de Belgique - Champion (2) : 1987, 1988. - Vice-champion (6) : 1985, 1989, 1993, 2011, 2012, 2015. - Coupe de Belgique : - Vainqueur (4) : 1985, 1992, 1993, 2015. - Finaliste (4) : 2012, 2019, 2020, 2022. - Supercoupe de Belgique : - Vainqueur (1) : 2015. - Finaliste (3) : 2000, 2005, 2012 | - Néant                      |

### Bilan par saison
| Saison    | Championnat   | Championnat | Championnat | Championnat | Championnat | Championnat | Championnat | Championnat | Coupe de Belgique | Supercoupe de Belgique | Coupe d'Europe | Coupe d'Europe       | Coupe d'Europe |
| Saison    | Division      | Niveau      | Phase I     | Pts         | M           | V           | D           | Play-offs   | Coupe de Belgique | Supercoupe de Belgique | Niveau         | Coupe                | Tour           |
| --------- | ------------- | ----------- | ----------- | ----------- | ----------- | ----------- | ----------- | ----------- | ----------------- | ---------------------- | -------------- | -------------------- | -------------- |
| 2013-2014 | Volley League | 1           | 4e/9        | 29          | 16          | 10          | 6           | 4e/6        | -                 | -                      | 3              | Challenge Cup        | -              |
| 2014-2015 | Volley League | 1           | 3e/10       | 41          | 18          | 14          | 4           | Finaliste   | -                 | -                      | 2              | Coupe de la CEV      | 1/2 finale     |
| 2015-2016 | Volley League | 1           | 2e/10       | 46          | 18          | 16          | 2           | 4e/6        | -                 | Vainqueur              | 1              | Ligues des champions | Playoff 12     |
| 2016-2017 | Volley League | 1           | 3e/10       | 38          | 18          | 14          | 4           | 3e/6        | -                 | -                      | 2              | Coupe de la CEV      | 1/4 de finale  |
| 2017-2018 | Volley League | 1           | 4e/9        | 31          | 16          | 10          | 6           | 3e/4        | -                 | -                      | 2              | Coupe de la CEV      | 1/4 de finale  |
| 2018-2019 | Volley League | 1           | 3e/10       | 45          | 18          | 14          | 4           | 3e/4        | Finaliste         | -                      | 1              | Ligues des champions | 1er tour       |
| 2018-2019 | Volley League | 1           | 3e/10       | 45          | 18          | 14          | 4           | 3e/4        | Finaliste         | -                      | 2              | Coupe de la CEV      | 1/4 de finale  |
| 2019-2020 | Volley League | 1           | 1er/8       | 36          | 14          | 12          | 2           | -           | Finaliste         | -                      | 2              | Coupe de la CEV      | 1/4 de finale  |
| 2020-2021 | Volley League | 1           | 5e/8        | 20          | 14          | 6           | 8           | -           | 1/2 finale        | -                      | 1              | Ligues des champions | Poules         |
| 2021-2022 | Volley League | 1           | 4e/8        | 23          | 14          | 8           | 6           | 4e/4        | Finaliste         | -                      | -              | -                    | -              |
| 2022-2023 | Volley League | 1           | 6e/9        | 18          | 16          | 6           | 10          | -           | 1/4 de finale     | -                      | 3              | Challenge Cup        | 1/8e de finale |

## Joueurs et personnalités du club

### Entraîneurs
- 1986-1987 :  Yurek Strumilo
- 1987-1990 :  Enrique Pisani
- 1990-1991 :  Jaime Fernández
- 1992-1993 :  Marc Spaenjers
- 1993-1994 :  Yurek Strumilo
- 1995-1997 :  Julien Van de Vyver
- 1997-1998 :  Yurek Strumilo
- 1998-2001 :  Jan De Brandt
- 2001-2002 :  Andrej Urnaut
- 2002-2005 :  Claudio Gewehr
- 2005-2006 :  Mark Lebedew
- 2006-2007 :  Velibor Ivanović
- 2007 :  Gheorghe Crețu
- 2008-2009 :  Sacha Koulberg
- 2009-2011 :  Alain Dardenne
- 2011-2013 :  Marko Klok
- 2013-2022 :  Johan Devoghel
- Juil.-déc. 2022 :  Idner Martins
- Déc. 2022- :  Christophe Achten